# Daniel Haglöf
Daniel Haglöf, född 9 oktober 1978 i Stockholm är en svensk racerförare.
Tillsammans med "Poker" Wallenberg driver han racingstallet PWR Racing.

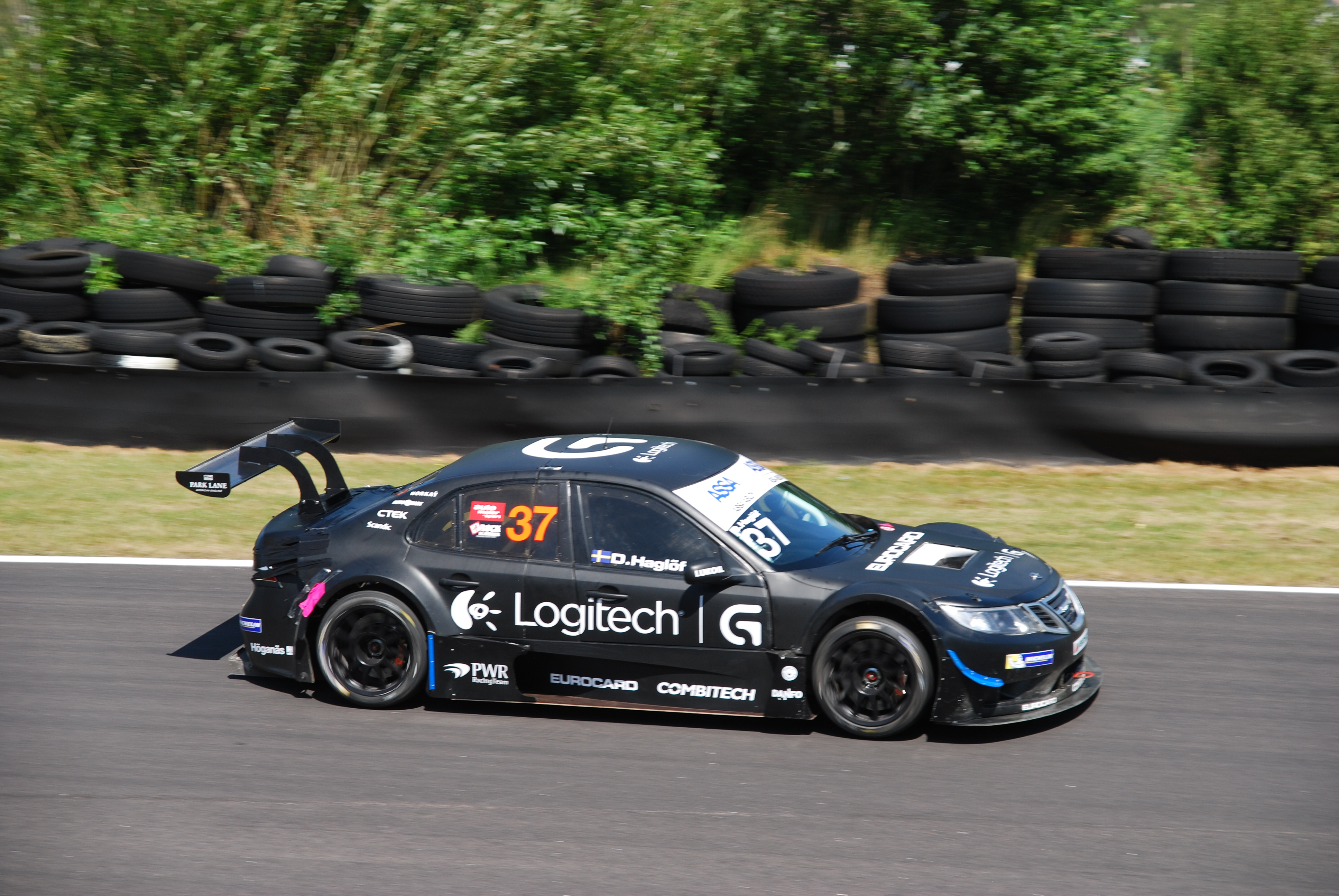
Daniel Haglöf på Falkenbergs Motorbana i STCC 2015.